# Adolf Kitschman
Adolf Kitschman (też: Kiczman, Kitschmann; ur. 2 grudnia 1854 we Lwowie, zm. 16 kwietnia 1917 roku tamże) – polski aktor teatralny w Galicji, śpiewak operowy, reżyser teatralny.

## Życiorys
Był synem Adolfa Kitschmanna i Małgorzaty z domu Beauvale, mężem aktorki prowincjonalnej w Galicji – Elżbiety Kiczman (Kitschman), ojcem śpiewaczki i aktorki Andy Kitschman. Uczył się w szkole realnej w Busku i w gimnazjum w Krasnem, następnie w lwowskiej szkole dramatycznej.
W grudniu 1872 wystąpił w Tarnowie w zespole prowincjonalnym Piotra Woźniakowskiego, następnie działał w lwowskim Stowarzyszeniu „Gwiazda”, gdzie m.in. reżyserował przedstawienia amatorskie. W roku 1877 grał w teatrze ukraińskim Towarzystwa „Ruska Besida” (pod kierownictwem Teofili Romanowicz), a następnie w zespole ukraińskim Baczyńskiego w Galicji Wschodniej. W latach 1879–1880 w zespole J. Piaseckiej, w 1880 w zespołach A. Dulęby w Tarnowie oraz ponownie u Piotra Woźniakowskiego w Nowym Sączu.
Od 23 I do 29 XI 1881 grał role epizodyczne w teatrze krakowskim.
W roku 1882 występował gościnnie w teatrze prowincjonalnym w Tarnowie, w warszawskim teatrze letnim (ogródkowym) „Belle Vue” oraz w Łodzi u W. Górskiego i W. Leśniewskiego.
W roku 1883 wraz z Edwardem Webersfeldem warszawskim teatrze ogródkowym „Alhambra” i „Nowy Świat”, i w Piotrkowie Trybunalskim.
W listopadzie 1883 debiutował w teatrze lwowskim w operetce Wojna o tancerkę i został zaangażowany. Odtąd stale występował w teatrze lwowskim, reżyserując tam również operetki. W 1884–1902 wyjeżdżał z zespołem opery i operetki lwowskiej na występy do Krakowa. W 1885 przez krótki czas występował w zespole H. Lasockiego w Rzeszowie.
W maju 1903 otrzymał emeryturę, ale jeszcze przez dwa lata grał niekiedy niewielkie role. W lecie 1903 występował jako śpiewak i reżyser w zespole operowym pod dyrekcją Ludwika Hellera w Krakowie.
Początkowo grał jedynie w komediach, m.in. Jakuba (Skąpiec), Grzesia Dyrdę (Czartowska ława), później jednak okazało się, że jest muzykalny i posiada doskonały głos o rozległej skali. Mimo braku wykształcenia wokalnego z powodzeniem śpiewał wiele partii operetkowych i operowych, zarówno basowych i barytonowych, jak tenorowych. Ważniejsze partie w operetkach: Margrabia (Dzwony kornewilskie), Agamemnon (Piękna Helena), Mars (Orfeusz w piekle), Falkę i Blind (Zemsta nietoperza), Anzelm (Nocleg w Apeninach), w operach: Łokietek (Król Łokietek), Maciej (Straszny dwór), Guślarz (Widma), Arcykomtur (Konrad Wallenrod), Szostak (Flis), Lord Kookburn (Fra Diavolo), Isepo (Gioconda).
Tłumaczył wiele librett operetkowych i operowych (przede wszystkim z języka niemieckiego), napisał libretto do Barbary Radziwiłłówny (wg D. Magnuszewskiego, muz. Henryk Jarecki), a wspólnie z Adamem Jastrzębiec-Popławskim libretto do Rzeczypospolitej Babińskiej (muz. Mieczysław Sołtys). Przekładał też polskie i obce sztuki oraz libretta na język ukraiński (m.in. Gasparone, Dzwony kornewilskie). Przez wiele lat pod ps. „Przyjaciel” pisał utwory humorystyczne, zamieszczane w prasie lwowskiej.
Wydał 130 najpiękniejszych arii i melodii z 35 oper (Lwów 1885) i własnego autorstwa Kuplety i monologi (Lwów 1907).